# Saint-Gaudéric
 Saint-Gaudéric  es una población y comuna francesa, en la región de Languedoc-Rosellón, departamento de Aude, en el distrito de Carcasona y cantón de Fanjeaux.

## Demografía
| 80 | 58 | 40 | 39 | 51 | 58 |
| Para los censos de 1962 a 1999 la población legal corresponde a la población sin duplicidades (Fuente: INSEE [Consultar]) |    |    |    |    |    |